# Charles Baudouin
Charles Baudouin (Nancy, 26 luglio 1893 – Plan-les-Ouates, 25 agosto 1963) è stato uno psicoanalista francese.
Nei suoi lavori compì una sintesi tra la psicoanalisi freudiana e quelle junghiana e Adleriana.

## Biografia
Nato a Nancy, in Francia, dopo aver studiato letteratura proseguì gli studi nel corso di filosofia alla Sorbona, dove si interessò alle personalità di Pierre Janet e Henri Bergson. Laureatosi in filosofia, nel 1913 si occupò del lavoro di Émile Coué, contribuendo a farlo diventare famoso.
Nel 1915, fu invitato da Pierre Bovet e Édouard Claparède ad unirsi a loro e entrò all'Istituto Jean-Jacques Rousseau, che i due avevano fondato nel 1912 e che sarebbe in seguito diventata la Facoltà di Psicologia dell'Università di Ginevra, dove Baudouin avrebbe ricevuto il titolo di professore. Il trasferimento in Svizzera gli consentì anche di avvicinarsi a Romain Rolland.
Baudouin compì le sue prime analisi con il dottor Carl Picht, uno junghiano. Dopo aver incontrato Sigmund Freud a Vienna in 1926, proseguì dal 1926 al 1928 una seconda analisi "didattica" con il dottor Charles Odier, che all'epoca era un freudiano.
Alcuni anni più tardi, ebbe un'esperienza analitica con Tina Keller.
Non tralasciò di studiare i fondamenti storici della psicoanalisi, in particolare la suggestione e l'ipnosi.

Questa esperienza e tutte le pratiche terapeutiche, inclusa la terapia sui bambini e l'educazione, lo portarono a elaborare le sue teorie, conciliando i contributi sia di Freud che di Jung. Ebbe infatti ad affermare: 
Pubblicò i suoi contributi alle strutture psicoanalitiche nel libro "De l'instinct à l'esprit."
Nel 1924 fondò a Ginevra l'"Istituto Internazionale di Psicagogia e Psicoterapia" - coniando il termine "psicagogia" - con il patrocinio di Adler, Allendy, Bachelard, Coue, Flournoy, Freud, Hesnard, Janet, Jung, Laforgue, Maeder e Meng; i primi direttori furono lo stesso Baudouin, Bovet e Claparède. In seguito l'istituto ha cambiato denominazione in "Istituto Internazionale di Psicoanalisi e Psicoterapia Charles Baudouin" e attualmente ha sedi in Svizzera, Francia, Belgio e Italia.
Pubblicò il giornale pacifista Le Carmel - al quale contribuì con vari articoli tra il 1933 e 1935 - e, nel 1917, la rivista mensile Les Cahiers du Carmel. Quando questi giornali cessarono le pubblicazioni, Baudouin li sostituì con il Bulletin trimestriel de l’Institut international de psychagogie, che divenne nel 1931 la rivista Action et Pensée, ancora attiva e che attualmente pubblica due numeri all'anno.
Morì a Saconnex-d'Arve, una frazione di Plan-les-Ouates, città del Canton Ginevra.

## Concetti teoretici fondativi
Baudouin sostiene la propria metodologia su tre livelli (chiamata psicagogia), in dipendenza dai gradi di contribuzione dell'inconscio.
Usa separatamente tre tipologie di metodi, sequenzialmente o separatamente a seconda dei casi.

### Dal conscio al conscio: "I metodi educazionali"[2][3]
- Lavoro sul pensiero, sulla volontà e sull'azione;
- Metodi simili alla psicoterapia del supporto e cognitivo-comportamentali.

### Dal conscio all'inconscio: "I metodi suggestivi"[4][5][6]
- Effetto della suggestione spontanea o indotti dal processo ipnotico.

### Dall'inconscio all'inconscio: "I metodi psicoanalitici"[7][8]
Baudouin ha basato la sua sintesi psicoanalitica principalmente sui concetti base delle dottrine freudiane, jungiane e adleriane, aggiungendo la propria che ne chiarisce le vibranti e dinamiche complementarità.
Baudouin ha riunito insieme in un'unica rappresentazione lo schema dei "sette partner dell'Ego", cioè:
- tre istanze freudiane: Es, Ego e Super-Io;
- tre istanze junghiane: Persona, Ombra e Sé;
- un'istanza baudouiniana: l'Automatismo.

Il sempre mutevole equilibrio del sistema psichico dipende dalle loro opposizioni, dai loro accordi o dalle loro complementarità.

## Opere
Attraverso numerosi libri e conferenze, Baudouin ha promosso la psicoanalisi non solo nei paesi di lingua francese, ma in tutto il mondo.
Le sue opere sono di grande interesse per gli storici e gli psicoanalisti moderni.
Le sue preoccupazioni e i suoi campi di interesse sono spesso importanti per la psicoanalisi contemporanea.
È stato un precursore in numerosi campi (arte, educazione, suggestione e ipnosi) e alcuni dei suoi libri sono stati tradotti in tedesco, inglese, spagnolo, italiano, norvegese e svedese.

### Libri di psicoanalisi
- Charles Baudouin, Suggestion et autosuggestion, Neuchâtel-Paris, Delachaux x&amp; Niestlé, 1919, 1922, 1938 et 1951.
- Charles Baudouin, Études de psychanalyse, Neuchâtel-Paris, Delachaux x&amp; Niestlé, 1922.
- Charles Baudouin, La Force en nous, Nancy-Genève, Ed. de la Société lorraine de Psychologie Appliqué – Ed. du Carmel, 1923, 1950.
- Charles Baudouin, Psychologie de la suggestion et autosuggestion, Neuchâtel-Paris, Delachaux x&amp; Niestlé, 1924.
- Charles Baudouin, Qu’est-ce que la suggestion ?, Neuchâtel-Paris, Delachaux x&amp; Niestlé, 1924 Paris, Ed. Le Hameau, 1982.
- Charles Baudouin, Psychanalyse de l’art, Paris, Alcan, 1929.
- Charles Baudouin, Mobilisation de l’énergie. Éléments de psychagogie théorique et pratique, Paris, Ed. Pelman, 1931.
- Charles Baudouin, L’Âme enfantine et la psychanalyse, Neuchâtel-Paris, Delachaux x&amp; Niestlé, 1931 Deuxième édition augmentée 1951, 1964.
- Charles Baudouin, La psychanalyse, Paris, Hermann, 1939.
- Charles Baudouin, Découverte de la Personne. Esquisse d’un personnalisme analytique, Paris, Alcan, 1940.
- Charles Baudouin, L’Âme et l’action. Prémisses d’une philosophie de la psychanalyse, Genève, Mont-Blanc, 1944, 1969 Paris, Ed. Imago, 2006. (Prix Amiel).
- Charles Baudouin, Introduction à l’analyse des rêves, Genève, Mont-Blanc, 1942 Ed. l'Arche, 1950.
- Charles Baudouin, De l’instinct à l’esprit, Paris, Desclée de Brouwer, 1950 Neuchâtel-Paris, Delachaux x&amp; Niestlé, 1970 Paris, Ed. Imago, 2007..
- Charles Baudouin, Y a-t-il une science de l’âme ?, Paris, Fayard, 1957.
- Charles Baudouin, Psychanalyse du symbole religieux, Paris, Fayard, 1961 Paris, Ed. Imago, 2006..
- Charles Baudouin, L’œuvre de Jung et la psychologie complexe, Paris, Payot, 1963.
- Charles Baudouin, Christophe le Passeur, Paris, La Colombe, 1964 Paris, Le courrier du livre, 1984.

### Altri libri
- Charles Baudouin, Culture de la force morale, Société lorraine de psychologie appliquée, 1917.
- Charles Baudouin, Romain Rolland calomnié, Genève, Le Carmel, 1918.
- Charles Baudouin, Tolstoi éducateur, Neuchâtel-Paris, Delachaux x&amp; Niestlé, 1921.
- Charles Baudouin, Le Symbole chez Verhaeren, Genève, Ed. Mongenet, 1924.
- Charles Baudouin, La Discipline intérieure, Genève, Forum, 1924. (avec Dr. Laestchinski)
- Charles Baudouin, Émile Coué, Lausanne, La Concorde, 1927.
- Charles Baudouin, Carl Spitteler, Bruxelles, Les Cahiers du journal de poètes, 1938.
- Charles Baudouin, Jean-Louis Claparède, Neuchâtel-Paris, Delachaux x&amp; Niestlé, 1939.
- Charles Baudouin, Douceur de France, Lausanne, L’Abbaye du Livre, 1941.
- Charles Baudouin, Tenir, Causeries sur le courage quotidien, Neuchâtel-Paris, Delachaux x&amp; Niestlé, 1942.
- Charles Baudouin, James Vibert, La Chaux-de-Fonds, Nouveaux Cahiers, 1943.
- Charles Baudouin, Psychanalyse de Victor Hugo, Genève, Éditions du Mont-Blanc, 1943.
- Charles Baudouin, Éclaircie sur l’Europe, Lausanne, L’Abbaye du Livre, 1944.
- Charles Baudouin, Hommage à Romain Rolland, Genève, Mont-Blanc, 1945.
- Charles Baudouin, René Allendy. 1889-1942, Genève, Mont-Blanc, 1945.
- Charles Baudouin, Le Mythe du moderne, Genève, Mont-Blanc, 1946.
- Charles Baudouin, Reconnaissances lorraines, Genève, Mont-Blanc, 1946.
- Charles Baudouin, Alexandre Mairet, Genève, Cahiers du Carmel, 1947.
- Charles Baudouin, Le Triomphe du héros, Paris, Plon, 1950.
- Charles Baudouin, Blaise Pascal ou l’ordre du cœur, Paris, Plon, 1962.
- Charles Baudouin, Jean Racine, l'enfant du désert, Paris, Plon, 1963.

### Romanzi
- Charles Baudouin, La Loge de la rue du vieux muy, Paris, Grasset, 1928.
- Charles Baudouin, Générations, Paris, Grasset, 1928.
- Charles Baudouin, Printemps anxieux, Paris, Grasset, 1929.
- Charles Baudouin, L’Éveil de Psyché, 1928, Paris, Psyché, 1947.

### Libri di poesie
- Charles Baudouin, En sourdine, Paris, Paris-Revue, 1915.
- Charles Baudouin, Éclats d’obus, Genève-Paris, Cahiers du Carmel, 1917.
- Charles Baudouin, L’Arche flottante, Genève, Le Carmel, 1919.
- Charles Baudouin, Baptismales, Genève, Le Carmel, 1919.
- Charles Baudouin, Ecce Homo, Genève, Le Carmel, 1921.
- Charles Baudouin, Le miracle de vivre, Anvers, Ed. Lumière, 1922.
- Charles Baudouin, La jeunesse éternelle, Paris, Images de Paris, 1924.
- Charles Baudouin, Le feu de hommes, Paris, Images de Paris, 1926.
- Charles Baudouin, Cimes, Paris, La Jeune Parque, 1930.
- Charles Baudouin, Stigmates, Genève, Le livre de dix, 1940.
- Charles Baudouin, Le voile de la danse, Vésenaz, P. Cailler, 1945.
- Charles Baudouin, Rose des ruines, Genève, Cahier du Carmel, 1945.
- Charles Baudouin, Livres d’images, Lyon, Henneuse, 1953.
- Charles Baudouin, Il libro delle ore, Siena, Casa Editrice Maia, 1959.
- Charles Baudouin, Paroles sur des vieux airs, Genève, Éditions Perret-Gentil, 1960.
- Charles Baudouin, Deux rondeaux pour chant et piano, Genève, 1960.
- Charles Baudouin, Trois rondels pour quatre voix mixte, Genève, 1960.
- Charles Baudouin, Florilège poétique, Blainville-sur-Mer, L’amitié par le livre, 1964.

### Traduzioni in francese
- Werfel F., L'Ami du monde, Paris, Stock, 1924
- Blok A., Elégies, Bruxelles, Les cahiers du journal des poètes, 1935
- Spitteler C., Prométhée et Epiméthée, Neuchâtel-Paris, Delachaux & Niestlé, 1940
- Goethe, Iphigénie en Tauride, Genève, Cahiers du Carmel, 1950
- Spitteler C., Printemps olympien, Genève, Ed. Pierre Cailler, 1950
- Castellion S., De l'art de douter et de croire, d'ignorer et de savoir, Genève, Jeheber, 1953
- Spitteler C., Le Second Prométhée, Neuchâtel, Delachaux & Niestlé, 1959

### Fondo Charles Baudouin
Gli archivi di Charles Baudouin sono consultabili in questi luoghi:
- Biblioteca di Ginevra;
- Museo di Carouge, a Carouge (Ginevra);
- Istituto Jean-Jacques Rousseau, a Ginevra;
- Archivi del International Institute of Psychoanalysis and psychotherapy Charles Baudouin, a Geneva;
- Archivi di letteratura svizzera, a Berna;
- Biblioteca nazionale di Francia, a Parigi.